# Alcestis (obra)
Alcestis (Άλκηστις / Alkēstis) es una de las más tempranas obras supervivientes del dramaturgo griego Eurípides. La obra fue probablemente producida por primera vez en las Dionisias del año 438 a. C., estando ya avanzada la carrera del autor. A veces se la caracteriza como una obra satírica y a veces como un melodrama.
Eurípides la presentó como la pieza final de una tetralogía con la que ganaría el segundo premio. Se aceptó Alcestis a pesar de que se entendía que la última pieza de una tetralogía había de ser un drama satírico, cosa que no era en propiedad. Las otras tres obras eran Las cretenses (Κρῆσσαι), Alcmeón en Psófide (Ἀλκμαίων ὁ διὰ Ψωφῖδος / Alkmaiōn ho dia Psophidos) y Télefo (Τήλεφος / Tēlephos).

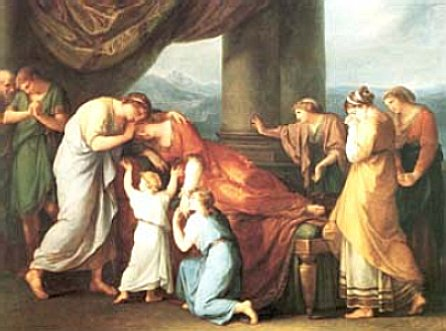
Angelica Kauffmann: La muerte de Alcestis (Tod des Alkestis, 1790).

## Personajes
- APOLO.
- La MUERTE.
- Una SIERVA.
- ALCESTIS.
- ADMETO.
- EUMELO, hijo de Alcestis y Admeto.
- HERACLES.
- FERES, padre de Admeto.
- Un SIERVO.
- Coro.

## Marco
Apolo, tras matar a los Cíclopes, fue exiliado del Olimpo durante nueve años, y los pasó al servicio del rey de Tesalia, Admeto, un hombre conocido por su hospitalidad y que lo trató muy bien. En agradecimiento, Apolo consiguió para Admeto que las Moiras le concediesen vivir más allá de la fecha de su muerte. El regalo, sin embargo, tiene un precio: Admeto debe encontrar a alguien que lo sustituya cuando la Muerte venga a reclamarlo.
Ha llegado el momento de la muerte de Admeto, y no ha encontrado quien lo sustituya. Su padre no desea entregarse y cree que es ridículo que le pidan abandonar una vida que disfruta tanto. Finalmente, la devota esposa de Admeto, Alcestis, se ofrece para ser llevada en su lugar, porque no desea dejar a sus hijos sin padre ni ser abandonada por su amado, y ella está próxima a la muerte.

## La trama
Alcestis, en su lecho de muerte, pide que a cambio Admeto nunca se case de nuevo, que no la olvide ni ponga a sus hijos una resentida madrastra. Admeto se muestra conforme, y promete llevar una vida de solemnidad en su honor, absteniéndose de la alegría que era parte integral de su casa. Entonces, muere Alcestis.
Justo entonces, Heracles, viejo amigo de Admeto, llega a palacio sin tener idea de lo ocurrido. Sería contrario a todos los modales rechazar a un huésped, así que el rey decide no abrumarlo con las tristes noticias e instruye a los criados para que den la bienvenida a Heracles y se callen. Heracles se emborracha y empieza a importunar a los criados, que amaban a su reina y están amargados por no poder llorarla adecuadamente. Al final, uno de ellos salta y le dice lo que ha ocurrido.
Heracles está terriblemente incómodo por su comportamiento, y, durante los sacrificios funerarios que se hacen ante la tumba de Alcestis, decide enfrentarse con la Muerte. 
Cuando regresa, trae consigo una mujer con velo y dice a Admeto que es una nueva esposa. Después de muchas discusiones, fuerza a Admeto a tomar la mano de ella; cuando alza el velo, encuentra que parece ser, en realidad, Alcestis, de regreso de la muerte. Heracles ha luchado contra la Muerte y la ha forzado a devolvérsela. Alcestis no podrá hablar durante tres días, después de los cuales quedará purificada y totalmente vuelta a la vida.